# Rachel Seydoux
Pour les articles homonymes, voir Seydoux.
Rachel Seydoux, née le 23 mars 1982 est une ancienne coureuse cycliste suisse, spécialiste du 4-cross en VTT.

## Biographie
Son frère est Pascal Seydoux quintuple champion de Suisse de BMX (2003, 2004, 2006 et 2007).

## Palmarès en VTT

### Championnats du monde
- Fort William 2007
  - 6e du four cross

### Championnats d'Europe
- 2007
  -  Médaillée de bronze du four cross
- 2009
  -  Médaillée d'argent du four cross
- 2010
  - 8e du four cross

### Championnat de Suisse
- 2010
  - 2e du championnat de Suisse de four cross

### Autres
- 2007
  - 2e de Champéry - four cross (coupe du monde)
- 2008
  - 2e de Fort William - four cross (coupe du monde)
- 2014
  - 2e de Leibstadt (4 Cross)

## Palmarès en BMX

### Championnat de Suisse
- 2000
  -  Championne de Suisse de BMX
- 2001
  - 3e du  championnat de Suisse de BMX